# Маріан Штястний
Маріан Штястний (чеськ. Marián Šťastný; нар. 8 січня 1953, Братислава, Чехословаччина) — чехословацький хокеїст, правий нападник.
Чемпіон світу 1976, 1977. Член зали слави чеського хокею (з 2010 року) та «Клубу хокейних снайперів» (290 голів).

## Клубна кар'єра
В чемпіонаті Чехословаччини грав за братиславський «Слован» (1970–1980) та їглавську «Дуклу» (1980). Всього в лізі провів 369 матчів (236 голів). Чемпіон Чехословаччини 1979.
П'ять сезонів провів у Національній хокейній лізі. За «Квебек Нордікс» грав зі своїми молодшими братами Петером та Антоном. Брав участь у матчі усіх зірок НХЛ 1983. У 1985-86 захищав кольори «Торонто Мейпл-Ліфс». Всього у регулярному чемпіонаті НХЛ провів 322 матчі (121 гол), а на стадії плей-офф — 32 матчі та 5 закинутих шайб. наступного сезону завершив виступи у складі швейцарського «С'єрра».

## Виступи у збірній
У складі національної збірної був учасником Олімпійських ігор 1980 у Лейк-Плесіді.
Брав участь у п'яти чемпіонатах світу та Європи (1975–1979). Чемпіон світу 1976, 1977; другий призер 1975, 1978, 1979. На чемпіонатах Європи — дві золоті (1976, 1977) та три срібні нагороди (1975, 1978, 1979). На чемпіонатах світу та Олімпійських іграх провів 46 матчів (21 закинута шайба), а всього у складі збірної Чехословаччини — 122 матчі (54 голи). Фіналіст Кубка Канади 1976 (7 матчів, 1 гол).

## Нагороди та досягнення
| Нагороди                 | Команда               | Кіл. | Роки             |
| ------------------------ | --------------------- | ---- | ---------------- |
| Чемпіонат світу          |                       |      |                  |
| Золото                   | Чехословаччина        | 2    | 1976, 1977       |
| Срібло                   | Чехословаччина        | 3    | 1975, 1978, 1979 |
| Кубок Канади             |                       |      |                  |
| Фіналіст                 | Чехословаччина        | 1    | 1976             |
| Чемпіонат Європи         |                       |      |                  |
| Золото                   | Чехословаччина        | 2    | 1976, 1977       |
| Срібло                   | Чехословаччина        | 3    | 1975, 1978, 1979 |
| Чемпіонат Чехословаччини |                       |      |                  |
| Золото                   | «Слован» (Братислава) | 1    | 1979             |
| Срібло                   | «Слован» (Братислава) | 1    | 1972             |
| Бронза                   | «Слован» (Братислава) | 1    | 1980             |